# Het grote boek
Het grote boek is een Nederlandstalige jeugdroman, geschreven door Paul Biegel en uitgegeven in 1962 bij Uitgeverij Holland in Haarlem als onderdeel van de serie Bonte reuzenboeken. De eerste editie werd geïllustreerd door Babs van Wely. Het is het tweede los uitgegeven werk van Biegel, na De gouden gitaar.